# 村上一郎 (政治家)
村上 一郎（むらかみ いちろう、1845年10月12日（弘化2年9月12日）- 1922年（大正11年）5月21日）は、明治から大正期の農業指導者、政治家。衆議院議員、熊本県会議長、熊本県玉名郡高瀬町長。

## 経歴
肥後国玉名郡、のちの熊本県玉名郡花簇村（菊水町を経て現和水町）で、村上牧太の長男として生まれる。漢学、英式兵学を修めた。1869年（明治2年5月）家督を相続した。里正を務めた。
小学校教員、村会議員、町村連合会議員などを務め、紫溟会（紫溟学会）の設立に参画した。1881年（明治14年）熊本県会議員に選出され4期16年在任。戸田熊彦の死去に伴い1896年（明治29年）2月に実施された第4回衆議院議員総選挙熊本県第2区補欠選挙で当選し、第5回総選挙でも再選され、衆議院議員に連続2期在任した。
1899年（明治32年）県会議員に再選され、同副議長、同議長を務めた。その他、高瀬町長、勧業諮問会員、地方森林会議員、熊本県衛生会副会長、同農会長、同畜産会名誉会員、肥後山林協議会評議員、国産奨励会評議員、熊本県神職会顧問、御船鉄道（熊延鉄道）取締役などを務めた。また、肥後輸出米の改良などに尽力した。

## 国政選挙歴
- 第4回衆議院議員総選挙補欠選挙（熊本県第2区、1896年2月）当選[5][7]
- 第5回衆議院議員総選挙（熊本県第2区、1898年3月、国民協会）当選[6]
- 第6回衆議院議員総選挙（熊本県第2区、1898年8月、国民協会）次点落選[6]